# Klance
Klance – wieś w Słowenii, w gminie Loška dolina. W 2018 roku liczyła 14 mieszkańców.